# 17. Szaturnusz-gála
A 17. Szaturnusz-gála az 1989-es és az 1990-es év legjobb filmes és televíziós sci-fi, horror és fantasy alakításait értékelte. A díjátadót 1991. június 26-án tartották Kaliforniában.

## Győztesek és jelöltek
Forrás:

### Film
| Legjobb sci-fi film | Legjobb fantasyfilm |
| --- | --- |
| - Total Recall – Az emlékmás - A mélység titka - Vissza a jövőbe II. - Vissza a jövőbe III. - Bill és Ted zseniális kalandja - Egyenesen át - Drágám, a kölykök összementek! - Robotzsaru 2. - Ahová lépek, szörny terem | - Ghost - Münchausen báró kalandjai - Örökké - Batman - Dick Tracy - Baseball álmok - Szörnyecskék 2. – Az új falka - Indiana Jones és az utolsó kereszteslovag - Tini nindzsa teknőcök |
| Legjobb horrorfilm | Legjobb fiatal színész |
| - Arachnophobia – Pókiszony - Bride of Re-Animator - Darkman - Ördögűző 3. - A légy 2. - A vérszomjas dada - Az éjszaka szülöttei - Kedvencek temetője - Szent vér | - Adán Jodorowsky – Szent vér (Fiatal Fenix) - Thomas Wilson Brown – Drágám, a kölykök összementek! (Russ Thompson, Jr.) - Gabriel Damon – Robotzsaru 2. (Hob) - Jasen Fisher – Boszorkányok (Luke Eveshim) - Charlie Korsmo – Dick Tracy (Kölyök) - Bryan Madorsky – Hús a húsból (Michael Laemle) - Robert Oliveri – Drágám, a kölykök összementek! (Nick Szalinski) - Jared Rushton – Drágám, a kölykök összementek! (Ron Thompson) - Faviola Elenka Tapia – Szent vér (Fiatal Alma) |
| Legjobb férfi főszereplő | Legjobb női főszereplő |
| - Jeff Daniels – Arachnophobia – Pókiszony (Dr. Ross Jennings) - Warren Beatty – Dick Tracy (Dick Tracy) - Harrison Ford – Indiana Jones és az utolsó kereszteslovag (Indiana Jones) - Ed Harris – A mélység titka (Virgil "Bud" Brigman) - Axel Jodorowsky – Szent vér (Fenix) - Liam Neeson – Darkman (Peyton Westlake / Darkman) - Jack Nicholson – Batman (Jack Napier / Joker) - Arnold Schwarzenegger – Total Recall – Az emlékmás (Douglas Quaid / Hauser) - Patrick Swayze – Ghost (Sam Wheat)                                                          | - Demi Moore – Ghost (Molly Jensen) - Julie Carmen – Fright Night Part 2 (Regine Dandridge) - Blanca Guerra – Szent vér (Concha) - Anjelica Huston – Boszorkányok (Miss Eva Ernst / Főboszorkány) - Nicole Kidman – Halálos nyugalom (Rae Ingram) - Madonna – Dick Tracy (Csábi Bébi Mahoney) - Mary Elizabeth Mastrantonio – A mélység titka (Dr. Lindsey Brigman) - Ally Sheedy – Rettegj tőlem! (Cayce Bridges) - Jenny Wright – I, Madman (Virginia) |
| Legjobb férfi mellékszereplő | Legjobb női mellékszereplő |
| - Thomas F. Wilson – Vissza a jövőbe III. (Buford "Veszett Kutya" Tannen és Biff Tannen) - Jeffrey Combs – Bride of Re-Animator (Dr. Herbert West) - Brad Dourif – Ördögűző 3. (Az ikres gyilkos) - Larry Drake – Darkman (Robert G. Durant) - John Glover – Szörnyecskék 2. – Az új falka (Daniel Clamp) - Tony Goldwyn – Ghost (Carl Bruner) - John Goodman – Arachnophobia – Pókiszony (Delbert McClintock) - Al Pacino – Dick Tracy (Nagymenő) - Robert Picardo – Szörnyecskék 2. – Az új falka (Forster)                                                   | - Whoopi Goldberg – Ghost (Oda Mae Brown) - Kim Basinger – Batman (Vicki Vale) - Finn Carter – Ahová lépek, szörny terem (Rhonda LeBeck) - Reba McEntire – Ahová lépek, szörny terem (Heather Gummer) - Julia Roberts – Egyenesen át (Rachel Mannus) - Jenny Seagrove – A vérszomjas dada (Camilla) - Mary Steenburgen – Vissza a jövőbe III. (Clara Clayton) - Rachel Ticotin – Total Recall – Az emlékmás (Melina) - Mai Zetterling – Boszorkányok (Helga Eveshim) |
| Legjobb rendező | Legjobb forgatókönyv |
| - James Cameron – A mélység titka - Clive Barker – Az éjszaka szülöttei - Joe Dante – Szörnyecskék 2. – Az új falka - Alejandro Jodorowsky – Szent vér - Frank Marshall – Arachnophobia – Pókiszony - Sam Raimi – Darkman - Paul Verhoeven – Total Recall – Az emlékmás - Robert Zemeckis – Vissza a jövőbe III. - Jerry Zucker – Ghost | - William Peter Blatty – Ördögűző 3. - James Cameron – A mélység titka - Jerry Belson – Örökké - Don Jakoby, Wesley Strick – Arachnophobia – Pókiszony - Phil Alden Robinson – Baseball álmok - Bruce Joel Rubin – Ghost - Jeffrey Boam – Indiana Jones és az utolsó kereszteslovag - Ronald Shusett, Dan O'Bannon, Gary Goldman – Total Recall – Az emlékmás |
| Legjobb filmzene | Legjobb jelmez |
| - Alan Silvestri – Vissza a jövőbe III. - Alan Silvestri – A mélység titka - Christopher Young – A légy 2. - Maurice Jarre – Ghost - Jerry Goldsmith – Szörnyecskék 2. – Az új falka - Jack Hues – A vérszomjas dada - James Horner – Drágám, a kölykök összementek! - Simon Boswell – Szent vér - Jerry Goldsmith – Total Recall – Az emlékmás - Stanley Myers – Boszorkányok | - Erica Edell Phillips – Total Recall – Az emlékmás - Gabriella Pescucci – Münchausen báró kalandjai - Joanna Johnston – Vissza a jövőbe II. - Joanna Johnston – Vissza a jövőbe III. - Bob Ringwood – Batman - Jill M. Ohanneson – Bill és Ted zseniális kalandja - Milena Canonero – Dick Tracy - Anthony Powell, Joanna Johnston – Indiana Jones és az utolsó kereszteslovag - Alonzo Wilson, Lesja Liber, Xenia Beith, Fiona Cazaly, Marian Keating – Tini nindzsa teknőcök |
| Legjobb smink | Legjobb különleges effektek |
| - John Caglione, Jr., Doug Drexler, Cheri Minns – Dick Tracy - Maggie Weston, Fabrizio Sforza – Münchausen báró kalandjai - Ken Chase, Michael Mills, Kenny Myers – Vissza a jövőbe II. - Paul Engelen, Lynda Armstrong, Nick Dudman – Batman - Tony Gardner, Larry Hamlin – Darkman - Stephan Dupuis, Dennis Pawlik, Jo-Anne Smith-Ojeil, Jayne Dancose – A légy 2. - Bob Keen, Geoffrey Portass – Az éjszaka szülöttei - Rob Bottin, Jeff Dawn, Craig Berkeley, Robin Weiss – Total Recall – Az emlékmás - John Stephenson (The Creature Shop) – Boszorkányok | - Ken Ralston (Industrial Light & Magic) – Vissza a jövőbe II. - Industrial Light & Magic, Dream Quest Images, Fantasy II Film Effects, Wonderworks – A mélység titka - Richard Conway, Kent Houston – Münchausen báró kalandjai - Bruce Nicholson, John T. Van Vliet, Richard Edlund,Laura Buff – Ghost - Rick Baker, Ken Pepiot, Dennis Michelson – Szörnyecskék 2. – Az új falka - Rick Fichter, David Sosalla, Peter Chesney – Drágám, a kölykök összementek! - Phil Tippett, Rob Bottin,Peter Kuran – Robotzsaru 2. - Thomas L. Fisher, Eric Brevig, Rob Bottin (Dream Quest Images, Industrial Light & Magic, Stetson Visual Services Inc.) – Total Recall – Az emlékmás - Tom Woodruff Jr., Alec Gillis (4-Ward Productions, Illusion Arts Inc., Fantasy II Film Effects) – Ahová lépek, szörny terem |

### Televízió
| Legjobb televíziós műsor                                                                     | Legjobb televíziós színész                                      |
| -------------------------------------------------------------------------------------------- | --------------------------------------------------------------- |
| - Star Trek: Az új nemzedék                                                                  | - Patrick Stewart (Jean-Luc Picard) – Star Trek: Az új nemzedék |
| Legjobb televíziós színésznő                                                                 |                                                                 |
| - Linda Hamilton (Catherine Chandler) – A szépség és a szörnyeteg (televíziós sorozat, 1987) |                                                                 |

### Különdíj
- The George Pal Memorial Award - William Friedkin
- Speciális díj
  - Michael Biehn
  - Watson Garman
- The President's Memorial Award - Batman

## Fordítás
- Ez a szócikk részben vagy egészben  a(z)   17th Saturn Awards című angol Wikipédia-szócikk fordításán alapul.  Az eredeti cikk szerkesztőit annak laptörténete sorolja fel. Ez a jelzés csupán a megfogalmazás eredetét és a szerzői jogokat jelzi, nem szolgál a cikkben szereplő információk forrásmegjelöléseként.